# Norfolius howensis
Norfolius howensis là một loài côn trùng trong họ Nymphidae thuộc bộ Neuroptera. Loài này được Tillyard miêu tả năm 1917.

## Hình ảnh

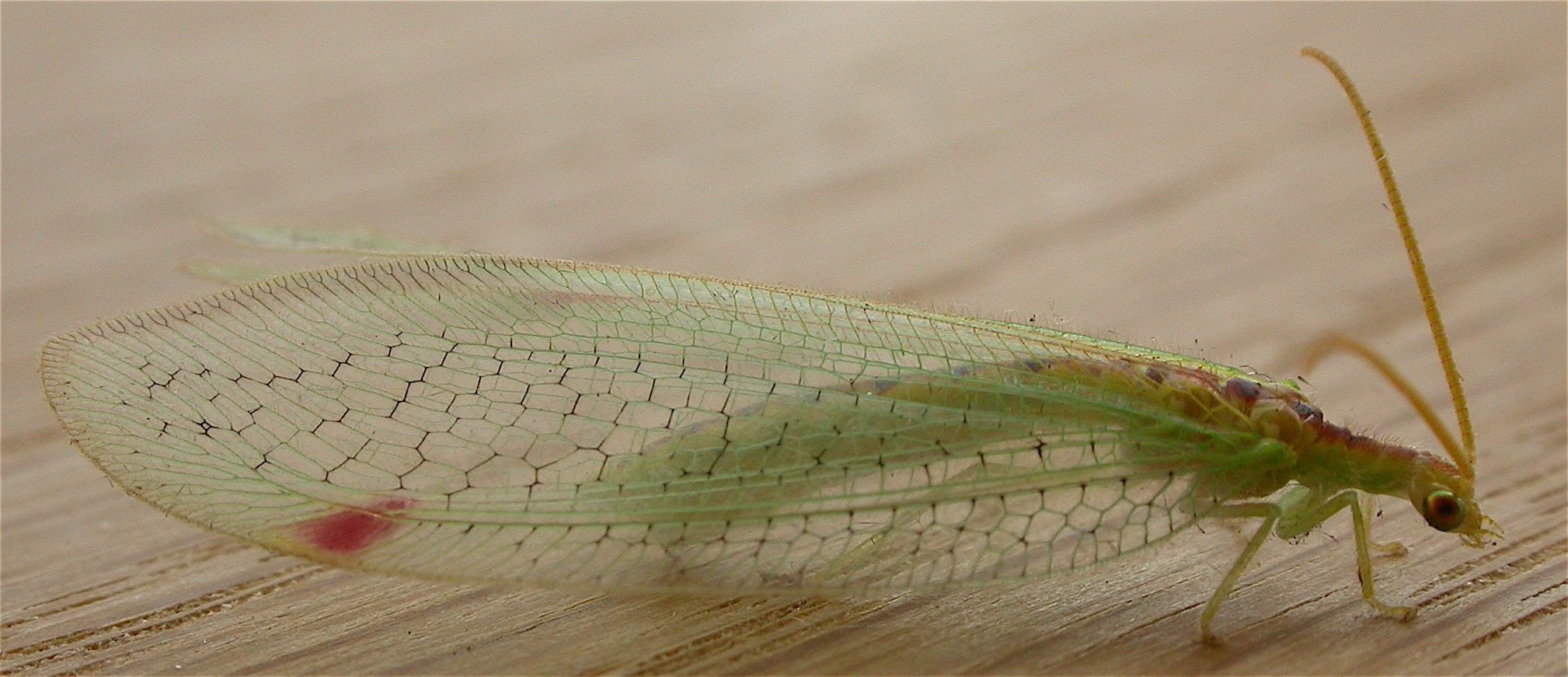